# Вольная борьба на летних Олимпийских играх 1964 — до 52 кг
Соревнования по вольной борьбе в рамках Олимпийских игр 1964 года в наилегчайшем весе (до 52 килограммов) прошли в Токио с 11 по 14 октября 1964 года в «Komazawa Gymnasium».
Турнир проводился по системе с начислением штрафных баллов. За чистую победу штрафные баллы не начислялись, за победу по очкам борец получал один штрафной балл, за ничью два штрафных балла, за поражение по очкам три штрафных балла, за чистое поражение — четыре штрафных балла. Борец, набравший шесть штрафных баллов, из турнира выбывал. Трое оставшихся борцов выходили в финал, где проводили встречи между собой. Встречи между финалистами, состоявшиеся в предварительных схватках, шли в зачёт. Схватка по регламенту турнира продолжалась 10 минут с перерывом в одну минуту после пяти минут борьбы. Была отменена обязательная борьба в партере; теперь в партер ставили менее активного борца.
В наилегчайшем весе боролись 22 участника. Самым молодым участником был 18-летний индиец Мальва Сингх, самым возрастным 34-летний Макс МакАлари. Фаворитом соревнований вновь, как и на предыдущей Олимпиаде, был Али Алиев, чемпион мира 1961 и 1962 года и вице-чемпион мира 1963 года. В числе фаворитов также был Джемал Янылмаз, сумевший в 1963 году отобрать звание чемпиона мира у самого Алиева. Однако и тот, и другой в пятом круге выбыли, вместе с иранцем Али Акбаром Хейдари, и у иранца было на один штрафной балл меньше, что принесло ему бронзовую медаль. Золотую медаль разыграли между собой японец Ёсикацу Ёсида и корейский борец Чан Чхан Сон. Ёсида победил корейца и стал чемпионом олимпийских игр, а Чан Чхан Сон принёс своей стране первую олимпийскую награду в борьбе.

## Призовые места
- Ёсикацу Ёсида (JPN)
- Чан Чхан Сон (KOR)
- Али Акбар Хейдари (IRI)

## Первый круг
| Штрафных баллов | Участник 1                     | Результат   | Участник 2                 | Штрафных баллов |
| --------------- | ------------------------------ | ----------- | -------------------------- | --------------- |
| 2               | Мухаммад Ниаз-Дин (PAK)        | Ничья       | Али Акбар Хейдари (IRI)    | 2               |
| 0               | Атанасиос Зафейропулос (GRE)   | Туше (3:42) | Лян Сунхинь (MAS)          | 4               |
| 1               | Грэй Саймонс (USA)             | По очкам    | Стойко Малов (BUL)         | 3               |
| 1               | Али Алиев (URS)                | По очкам    | Георге Таралунга (ROU)     | 3               |
| 1               | Мальва Сингх (IND)             | По очкам    | Пауль Нефф (EUA)           | 3               |
| 1               | Чимэдбазарын Дамдиншарав (MGL) | По очкам    | Эрнест Фернандо (SRI)      | 3               |
| 0               | Джемал Янылмаз (TUR)           | Туше (1:29) | Шин О'Коннор (IRL)         | 4               |
| 1               | Винченцо Грасси (ITA)          | По очкам    | Фаиз Мохаммад Хакшар (AFG) | 3               |
| 0               | Ёсикацу Ёсида (JPN)            | Туше (3:53) | Андре Жюте (FRA)           | 4               |
| 0               | Эдуардо Кэмпбелл (PAN)         | Туше (3:53) | Чезар дель Рио (MEX)       | 4               |
| 0               | Чан Чхан Сон (KOR)             | Туше (7:24) | Макс МакАлари (AUS)        | 4               |

## Второй круг
| Штрафных баллов | Участник 1                     | Результат   | Участник 2                   | Штрафных баллов |
| --------------- | ------------------------------ | ----------- | ---------------------------- | --------------- |
| 3               | Мухаммад Ниаз-Дин (PAK)        | По очкам    | Атанасиос Зафейропулос (GRE) | 3               |
| 2               | Али Акбар Хейдари (IRI)        | Туше (1:12) | Лян Сунхинь (MAS)            | 8               |
| 4               | Андре Жюте (FRA)               | Туше (2:18) | Макс МакАлари (AUS)          | 8               |
| 3               | Стойко Малов (BUL)             | Туше (9:19) | Георге Таралунга (ROU)       | 7               |
| 3               | Грэй Саймонс (USA)             | Ничья       | Али Алиев (URS)              | 3               |
| 1               | Чан Чхан Сон (KOR)             | По очкам    | Эдуардо Кэмпбелл (PAN)       | 3               |
| 1               | Мальва Сингх (IND)             | Неявка      | Эрнест Фернандо (SRI)        | 7               |
| 1               | Чимэдбазарын Дамдиншарав (MGL) | Неявка      | Пауль Нефф (EUA)             | 7               |
| 1               | Джемал Янылмаз (TUR)           | По очкам    | Винченцо Грасси (ITA)        | 4               |
| 4               | Шин О'Коннор (IRL)             | Туше (1:26) | Фаиз Мохаммад Хакшар (AFG)   | 7               |
| 0               | Ёсикацу Ёсида (JPN)            | Туше (3:46) | Чезар дель Рио (MEX)         | 8               |

## Третий круг
| Штрафных баллов | Участник 1              | Результат   | Участник 2                     | Штрафных баллов |
| --------------- | ----------------------- | ----------- | ------------------------------ | --------------- |
| 4               | Мухаммад Ниаз-Дин (PAK) | По очкам    | Стойко Малов (BUL)             | 6               |
| 3               | Али Акбар Хейдари (IRI) | По очкам    | Атанасиос Зафейропулос (GRE)   | 6               |
| 4               | Грэй Саймонс (USA)      | По очкам    | Мальва Сингх (IND)             | 4               |
| 4               | Али Алиев (URS)         | По очкам    | Чимэдбазарын Дамдиншарав (MGL) | 4               |
| 5               | Винченцо Грасси (ITA)   | По очкам    | Шин О'Коннор (IRL)             | 7               |
| 1               | Ёсикацу Ёсида (JPN)     | По очкам    | Джемал Янылмаз (TUR)           | 4               |
| 4               | Андре Жюте (FRA)        | Туше (1:26) | Эдуардо Кэмпбелл (PAN)         | 7               |
| 1               | Чан Чхан Сон (KOR)      | Пропускал   |                                |                 |

## Четвёртый круг
| Штрафных баллов | Участник 1           | Результат   | Участник 2                     | Штрафных баллов |
| --------------- | -------------------- | ----------- | ------------------------------ | --------------- |
| 2               | Чан Чхан Сон (KOR)   | По очкам    | Мухаммад Ниаз-Дин (PAK)        | 7               |
| 6               | Грэй Саймонс (USA)   | Ничья       | Али Акбар Хейдари (IRI)        | 5               |
| 4               | Али Алиев (URS)      | Туше (2:00) | Мальва Сингх (IND)             | 8               |
| 4               | Джемал Янылмаз (TUR) | Туше (4:40) | Чимэдбазарын Дамдиншарав (MGL) | 8               |
| 1               | Ёсикацу Ёсида (JPN)  | Туше (7:12) | Винченцо Грасси (ITA)          | 9               |
| 4               | Андре Жюте (FRA)     | Пропускал   |                                |                 |

## Пятый круг
| Штрафных баллов | Участник 1              | Результат | Участник 2           | Штрафных баллов |
| --------------- | ----------------------- | --------- | -------------------- | --------------- |
| 3               | Чан Чхан Сон (KOR)      | По очкам  | Андре Жюте (FRA)     | 7               |
| 6               | Али Акбар Хейдари (IRI) | По очкам  | Джемал Янылмаз (TUR) | 7               |
| 2               | Ёсикацу Ёсида (JPN)     | По очкам  | Али Алиев (URS)      | 7               |

## Финал
| Штрафных баллов | Участник 1          | Результат | Участник 2         | Штрафных баллов |
| --------------- | ------------------- | --------- | ------------------ | --------------- |
|                 | Ёсикацу Ёсида (JPN) | По очкам  | Чан Чхан Сон (KOR) |                 |